# Smilgie (rejon poniewieski)
Smilgie (lit. Smilgiai) – miasteczko na Litwie, położone w okręgu poniewieskim, w rejonie poniewieskim, 25 km na północny zachód od Poniewieża. Miasteczko liczy 544 mieszkańców (2011). Siedziba starostwa Smilgie.
Szkoła, poczta i muzeum etnograficzne.
Od 2008 roku miasteczko posiada własny herb, nadany dekretem prezydenta Republiki Litewskiej.

## Zabytki
- kościół parafialny pw. św. Jerzego z 1764 r.

- drewniana, ośmioboczna, czterokondygnacyjna dzwonnica z XVIII w., o murowanej podstawie, z ozdobioną z ażurowymi ornamentami galeryjką w najwyższej kondygnacji.
- stary cmentarz, na którym m.in. groby: Modestowiczowa, Pereszczako, Ejdrygiewiczowie, dwujęzyczny pomnik Anny Janiny Puczeto, Szczepkowski, ksiądz Tołłoczko.